# هاندسسا
هاندسسا (به لاتین: Handessa) یک منطقهٔ مسکونی در سری‌لانکا است که در استان مرکزی (سری‌لانکا) واقع شده‌است.